# قوجا بيغلو
قوجا بيغلو هي قرية في مقاطعة بارس أباد، إيران. يقدر عدد سكانها بـ 322 نسمة بحسب إحصاء 2016.